# Карлайл, Джон Снайдер
Джон Карлайл (англ. John S. Carlile, 16 декабря 1817 года — 24 октября 1878 года) — американский политик, сенатор, торговец и адвокат. Участвовал в процессе отделения штата Западная Виргиния от Виргинии.

## Биография
Карлайл родился 16 декабря 1817 года в Винчестере, Виргиния. Его отец, Джонатан Карлайл, был юристом. Карлайла на дому обучала мать, в 14 лет он начал подрабатывать в магазине. Через 7 лет он стал независимым торговцем, но прогорел. К 1840 году он закончил обучение праву. Начал свою юридическую практику в Беверли (окружной центр Рандолфа), позже переехал в Филиппи, а затем в Кларксберг. В 1846 году он женился на Мэри Гиттинс, у них было три сына и три дочери.
В 1847 году Карлайл как демократ был выбран в Сенат США на один срок. Он участвовал в комитетах судов, милиции, выборов и общего права. В 1850—51 годах он участвовал в собрании по внесении поправок в Виргинскую конституцию. С 1855 года Карлайл стал Представителем Виргинии в Конгрессе США.
В начале 1861 года он участвовал в Конвенции по сецессии в Ричмонде, где вместе с другими представителями западных округов противостоял идее отделения Виргинии от США. В ходе голосования 88 против 55 представителей проголосовали за выход из США. Джон Карлайл и несколько других представителей, вернувшись в Кларксберг, организовали оппозицию решению конвенции. В результате представители 37 округов западной части Виргинии встретились в мае на так называемой Первой конвенции Уилинга, в ходе которой они приняли решение подождать следующих событий. После виргинского референдума, на котором была утверждена сецессия, была собрана Вторая конвенция Уилинга. Представители западных округов постановили, что они будут поддерживать соглашение с Союзом во время Гражданской войны и создадут отдельное от Виргинии правительство. Карлайл и Уилли стали представителями нового штата в Сенате.
Летом 1862 года, когда Сенат начал процедуру принятия Западной Виргинии в состав США в качестве рабовладельческого штата. Петиция была передана в Комитет по территориям, членом которого был Карлайл. Карлайл, который ранее выступал за создание нового штата, вынес такие предложения, которые почти остановили вступление. Он настаивал на проведении референдума до создания нового штата. Учитывая проюжные симпатии на востоке Западной Виргинии, это могло подорвать создание нового штата. В этот критический момент Уилли предложил план постепенной отмены рабства в Западной Виргинии. Поправка Уилли была внесена в Конституцию штата, и законопроект о принятии Западной Виргинии прошёл в обеих палатах Конгресса. В конечном законопроекте для создания штата было необходимо решение конституционного собрания Западной Виргинии, которое было созвано в феврале 1863 года. Многие из сторонников Карлайла приняли изменение в его идеях за предательство, однако он продолжил быть сенатором штата до 3 марта 1865 года.